# Wood Dale, Illinois
Wood Dale är en stad (city) i DuPage County, i delstaten Illinois, USA. Enligt United States Census Bureau har staden en folkmängd på 13 865 invånare (2011) och en landarea på 12,2 km².